# Jacquette Löwenhielm
Gustava Charlotta Jacquette Aurora Löwenhielm, född Gyldenstolpe den 4 juli 1797 i Stockholm, död den 7 januari 1839 i Konstantinopel, var en svensk grevinna och hovfröken. Hon är känd för det förhållande hon ska ha haft med Oscar I under 1820-talet.

## Biografi
Jacquette Gyldenstolpes föräldrar var generalmajoren och greven Nils Gyldenstolpe och Charlotta Aurora De Geer. Jacquette Gyldenstolpe blev i december 1816 utsedd till hovfröken hos drottning Charlotta. 
Jacquette Gyldenstolpe gifte sig 1817 med generallöjtnant greve Carl Gustaf Löwenhielm. Vid bröllopet fungerade kronprins Oscar som brudgummens fars ställföreträdare. Efter bröllopet flyttade paret till Löwenhielms familjegods Lång i Värmland. Äktenskapet var barnlöst. Makens tanke var att leva ett tillbakadraget familjeliv. Jacquette Löwenhielm vantrivdes dock med den ensliga lantlivet och rollen som husmor. När maken utnämndes till kammarherre hos kronprinsen flyttade paret åter till Stockholm.
Jacquette Löwenhielm och kronprins Oscar kände varandra sedan tidigare och kronprinsen hade tillfälle att träffa henne inte minst vid sina besök på Finspångs slott, där kammarherre Löwenhielms svärföräldrar bodde om somrarna. När Jacquette och hennes make återvände till Stockholm, blev hon introducerad i den krets bestående av Gustaf Lagerbielke, Jacquettes mor, Mariana Koskull och holländska sändebudet von Dedels maka, som ägnade sig åt nöjeslivet omkring kronprinsen på Rosersbergs slott, där de deltog i maskerader och uppförandet av franska teaterpjäser. Jacquette blev med sin skönhet och elegans en centralfigur i denna krets. Att kronprinsen och Jacquette var nära vänner kommenterades i samtida brev, särskilt att Jacquette duade kronprinsen. Jacquettes make försökte avlägsna henne från hovet, men motarbetades av hennes mor.
År 1822 utsågs hennes make att åtfölja tronföljaren på hans Europaresa, där han skulle inspektera olika prinsessor för att välja en brud. Under resan hade Carl Gustaf Löwenhielm i uppdrag att arbeta för att Josefina av Leuchtenberg skulle väljas ut till brud, medan hans svärmor samtidigt arbetade för en kandidat från huset Hessen-Kassel. Carl Gustaf Löwenhielm fick därefter i uppdrag att sköta arrangemangen kring bröllopet mellan Oscar och Josefina och gjorde flera resor till Bayern.  Åren 1823–1838 var Jacquette statsfru hos drottning Desideria, och det sades att hon "på fägringens och det rymliga hjertats vägnar, om också ej på snillets, kunde mäta sig med sin ryktbara namne vid Gustaf III:s hof."
Jacquette stannade kvar i Sverige under makens tjänstgöring som sändebud i Konstantinopel 1824–1827. Enligt dåtidens skvaller hade hon under tiden ett hemligt förhållande med kronprinsen. Flickan Oscara Meijergeer, som uppfostrades av Jacquettes mor och styvfar, har utpekats som dotter till Jacquette och Oscar. Oscara föddes redan våren 1816. När Jacquettes make återkom till Sverige 1827, ska han ha konfronterat henne om de rykten som gick om henne och Oscar och pressat henne om den luxuösa inredningen i hennes våning, men fick inget svar. Som skäl för skilsmässan från Carl Gustaf Löwenhielm 1829 anges dock inte Jacquettes förbindelse med någon annan, utan bristande överensstämmelse mellan makarnas karaktärer. Jacquette gifte sedan om sig med diplomaten friherre Uno von Troil den 21 augusti 1838. De hade två döttrar tillsammans innan äktenskapet, Emilie Jacquette (f. 1832) och Charlotta Emilina (f. 1833). Direkt efter bröllopet reste paret till Konstantinopel, där von Troil fått tjänst som svensk minister. De avled båda med några månaders mellanrum vårvintern 1839.